# 논쟁 버라이어티 당신의 결정
《논쟁 버라이어티 당신의 결정》은 대한민국의 KBS에서 방송됐던 예능 프로그램이며 시청자의 고민을 토론과 네티즌의 참여를 통해 해결해 준다는 취지로 마련됐음에도 진지하게 상담자의 고민을 해결하는 모습보다는 KBS 드라마 내용을 인용하면서 말장난을 벌인 데다 MC와 게스트들의 산만한 진행 등으로 시청자들한테 외면당하여 11회 만에 조기종영되어 《서세원 쇼》이후 이어진 KBS의 화요일 밤 11시대 징크스를 면치 못했고 이 과정에서 《서세원 쇼》징크스에 시달린 프로그램 중 신설 프로그램 최단명 1위라는 불명예를 안아야 했다.
이렇게 되자 KBS는 단막극 《드라마시티》를 2003년 6월 24일부터 옮겨심었으나 "드라마 중복 편성"(앞시간에 월화 미니시리즈 방영)이란 지적을 받아 2003년 11월 9일부터 일요일 아침 9시 50분으로 이동시켰지만 대부분 단막극이 그랬던 것처럼 깊은 삶의 내면을 작품의 소재로 삼고 있어 일요일 오전 나른한 분위기에 어울리기엔 힘들다는 지적 탓인지 2004년 5월 8일부터 2005년 5월 1일까지 일요일 밤 11시 10분, 2005년 5월 7일부터 10월 22일까지 1TV 토요일 밤 11시, 2005년 11월 5일부터 2TV 토요일 밤 11시 5분에 편성됐다.

## 기획 의도
시청자들이 의뢰한 고민을 바탕으로 주로 연예인으로 구성된 20명의 출연진들이 논쟁을 벌이는 삼아 비판이 주제로 찬반 토론을 펼친다.

## 방송 일정
- KBS 2TV - 2003년 4월 8일 ~ 2003년 6월 17일 : 매주 화요일 밤 11시 10분 ~ 12시 20분

## 진행자
- 이휘재
- 유재석
- 양희은

## 참고 사항
- 앞서 언급한 것처럼 시청자의 고민거리에 대해 패널들이 자신들의 직,간접적인 경험을 토대로 조언해 주었으나 선정적이고 자극적인 구성으로 비판을 샀으며[3] 결국 11회(2003년 6월 17일)만에 조기종영되는 수모를 당하여 《서세원 쇼》 이후 이어진 화요일 밤 11시 징크스를 면치 못했고 이 과정에서 《서세원 쇼》 징크스에 시달린 프로그램 중 신설 프로그램 최단명 1위 불명예를 안아야 했다.

## 동시간대 경쟁 프로그램
- 헤이헤이헤이 (SBS)
- PD수첩 (MBC)

| KBS 2TV 화요일 밤 11시대 프로그램                                | KBS 2TV 화요일 밤 11시대 프로그램                              | KBS 2TV 화요일 밤 11시대 프로그램               |
| 이전 작품                                                        | 작품명                                                         | 다음 작품                                       |
| ---------------------------------------------------------------- | -------------------------------------------------------------- | ----------------------------------------------- |
| 김용만, 박수홍의 특별한 선물 (2002년 10월 29일 ~ 2003년 4월 1일) | 논쟁 버라이어티 당신의 결정 (2003년 4월 8일 ~ 2003년 6월 17일) | 드라마시티 (2003년 6월 24일 ~ 2003년 10월 28일) |